# كرة القدم الإنجليزية في 1888-89
كرة القدم الإنجليزية في 1888-89 هو موسم من كرة القدم في إنجلترا. فاز فيه بريستون نورث إيند.